# Saison 10 de Star Academy
 (janvier 2024).
- Si vous ne connaissez pas le sujet, laissez ce bandeau (vous pouvez alors contacter les auteurs).
- Si vous supprimez le contenu mis en cause (vous pouvez préalablement contacter les auteurs),

argumentez précisément cette suppression dans la page de discussion
(un manque de référence n'est pas un argument ; une recherche réelle de référence doit avoir été effectuée, être formellement documentée).
 (juin 2025).
La dixième saison de Star Academy, ou Star Academy 2022, émission française de téléréalité musicale, a été diffusée sur TF1 du 15 octobre 2022 au 26 novembre 2022. Nikos Aliagas en est l'animateur et co-présente avec Karima Charni le Retour au château, le prolongement de la grande soirée hebdomadaire de l'émission.
Pendant plusieurs semaines, treize candidats reçoivent une formation artistique au sein de l'Academy. Les élèves sont évalués par les professeurs à travers les primes et les évaluations et sont suivis en quotidienne et en flux live par les téléspectateurs. Ils se produisent chaque samedi sur le plateau de l'émission, aux côtés d'artistes invités venus partager des duos. Chaque semaine, les trois ou quatre moins bons élèves sont soumis au vote du public et l'un ou plusieurs d'entre eux quittent définitivement l'aventure. À l'issue du programme, le vainqueur remporte 100 000 euros et un contrat avec la maison de disques Sony Music afin d'enregistrer un album.
Cette saison a pour directeur de promotion Michael Goldman, et pour parrain Robbie Williams,. Elle est remportée par Anisha Jo.
L'hymne de cette saison est une reprise du titre Ne partez pas sans moi de Céline Dion, produite par le gagnant de la septième saison de l'émission, Mosimann,.

## Générique
Pour cette saison, Love Generation de Bob Sinclar redevient le générique sonore de l'émission, après avoir déjà été utilisé pour les saisons 5 à 7.

## L'Academy
Pour cette dixième édition de Star Academy, les élèves logent à nouveau dans le château des Vives Eaux situé à Dammarie-les-Lys en Seine-et-Marne comme ce fut le cas lors des 7 premières saisons. 
Pour l'occasion, le château a été rénové de fond en comble pour permettre à la future promotion d'y poser ses valises.
Les caméras cachées dans les couloirs sombres montés dans les fausses façades autour du château n'existent plus dans cette saison 10 et sont remplacés par des caméras téléguidées ce qui permet d'avoir plus de lumière naturelle au château.
Dans le hall d'entrée où se trouve l'escalier, des fanions représentent les précédentes saisons (hormis la saison 9 sur NRJ 12). De l'autre côté du salon se trouve une salle de musique.
Le théâtre n'est plus situé dans l'ancienne piscine, mais dans une des deux orangeries du château qui était autrefois utilisée par la production.
La salle des évaluations est également déplacée. Auparavant, elle était située dans la serre Eiffel, mais cette dernière étant en trop mauvais état, un chapiteau, qui accueillera également les cours de danse, a été monté dans le jardin,.

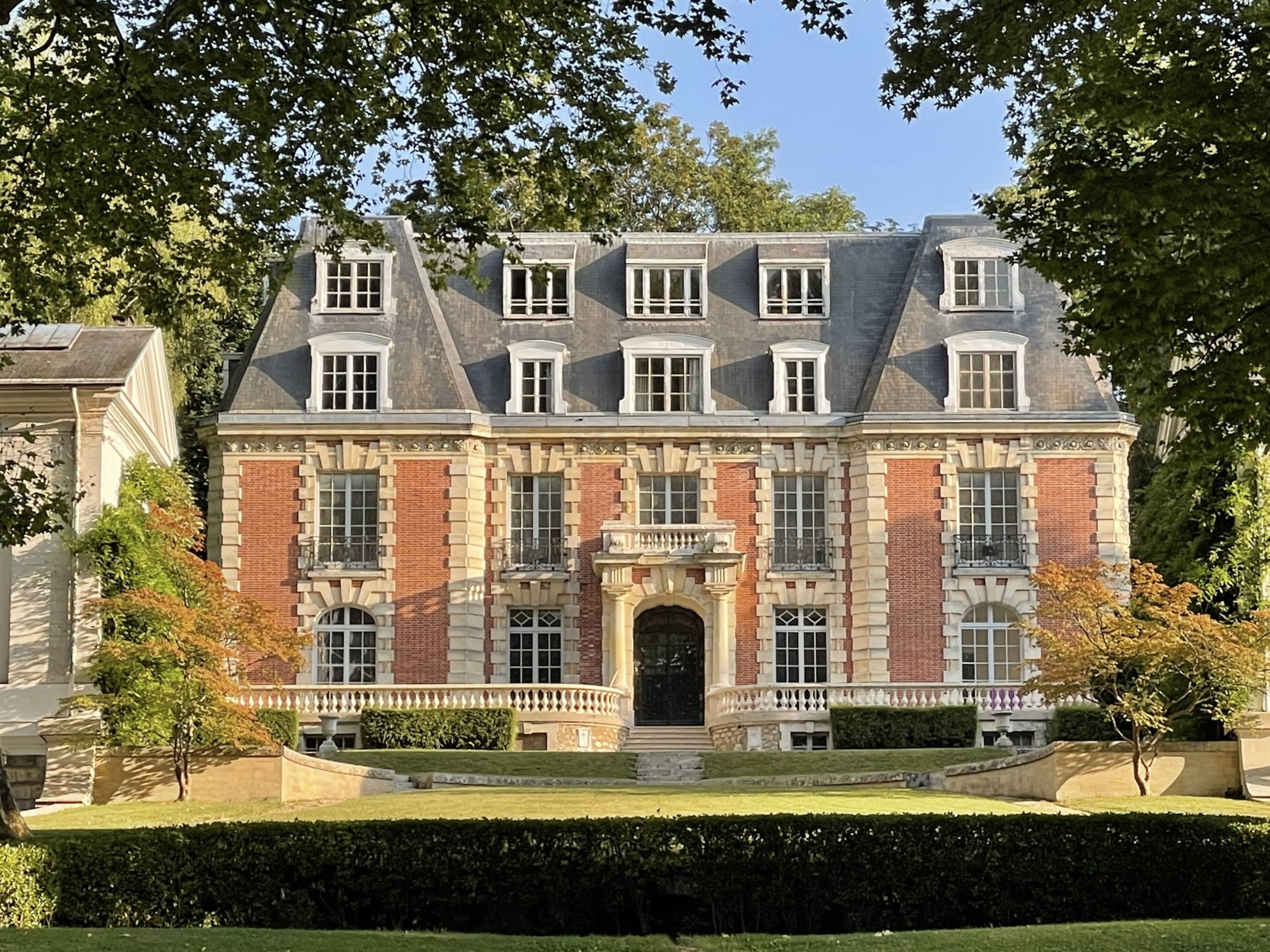
Château des Vives-Eaux.

## Candidats
Le 16 septembre 2022, Nikos Aliagas présente au public et aux téléspectateurs la première candidate de la saison 10 sur le plateau de Danse avec les stars, Enola,. Au total, 13 candidats font leur entrée le 15 octobre,,,.

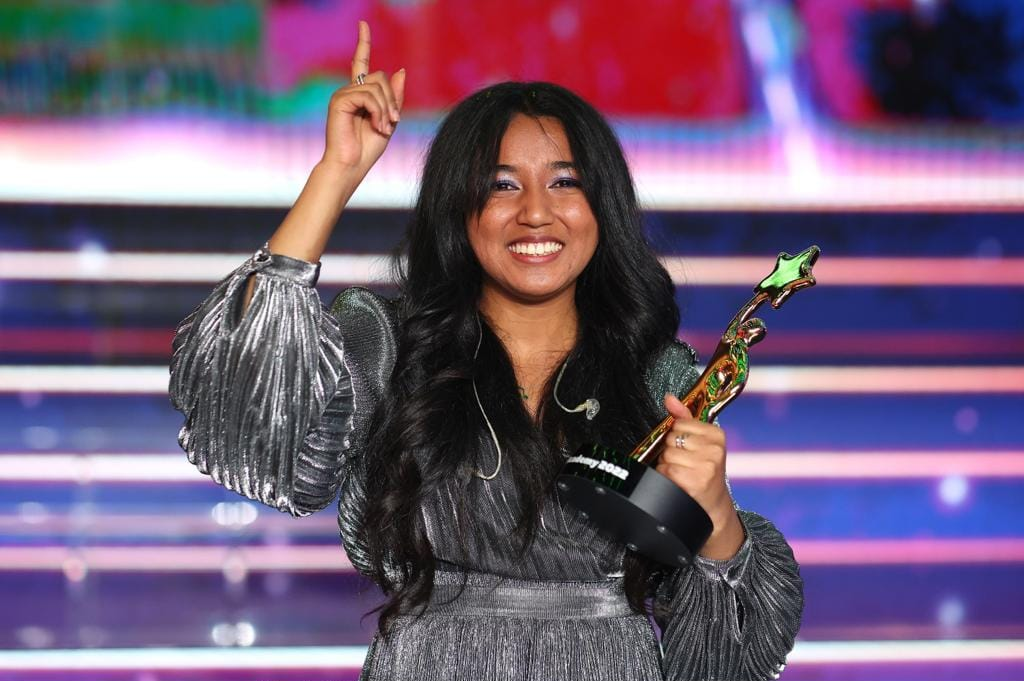
Anisha.
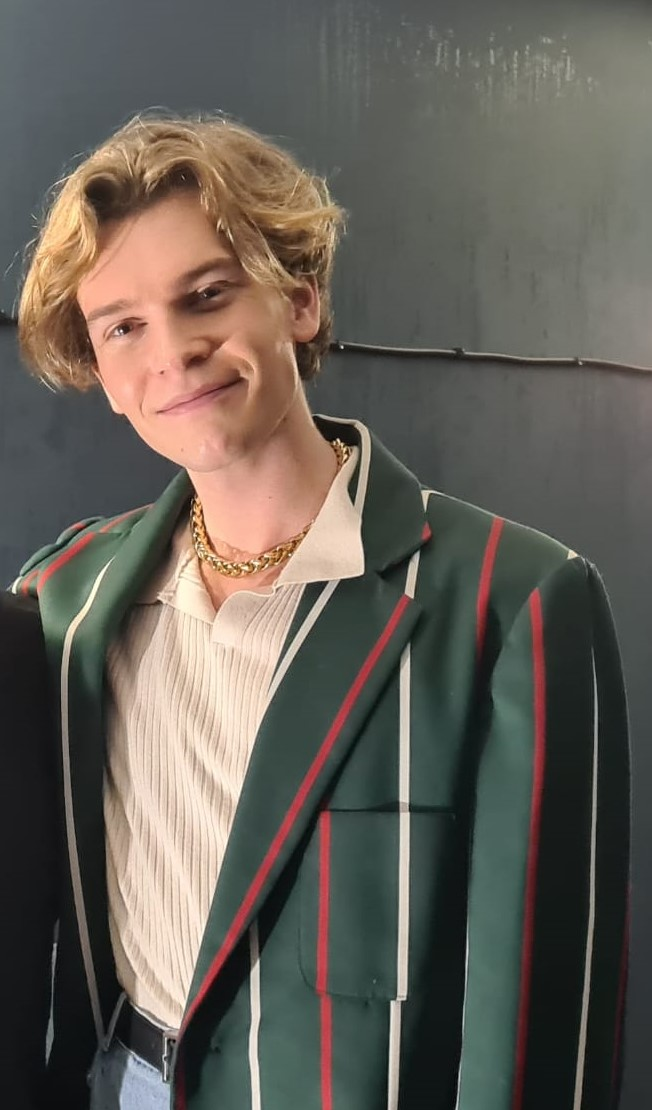
Louis.

| Prénom    | Nom complet               | Âge    | Ville                | Statut                              | Réf. |
| --------- | ------------------------- | ------ | -------------------- | ----------------------------------- | ---- |
| Anisha    | Anisha Jo Anyjaine        | 22 ans | Sannois              | Gagnante le 26 novembre 2022        | ,    |
| Enola     | Enola Cosnier             | 22 ans | Landiras             | Finalistes le 26 novembre 2022      | ,    |
| Louis     | Louis Albiget             | 20 ans | Boudy-de-Beauregard  | Finalistes le 26 novembre 2022      | ,    |
| Léa       | Léa Haddad                | 24 ans | Paris                | Finalistes le 26 novembre 2022      | ,    |
| Tiana     | Tiana Da Rocha            | 18 ans | Trilport             | Demi-finalistes le 19 novembre 2022 | ,    |
| Chris     | Chris Camalon             | 28 ans | Aix-en-Provence      | Demi-finalistes le 19 novembre 2022 | ,    |
| Stanislas | Stanislas Souffoy-Rittner | 24 ans | Vannes               | Éliminés le 12 novembre 2022        | ,    |
| Julien    | Julien Canaby             | 20 ans | Toulon               | Éliminés le 12 novembre 2022        | ,    |
| Paola     | Paola Perrin              | 23 ans | Angers               | Éliminées le 5 novembre 2022        | ,    |
| Carla     | Carla Hugon               | 23 ans | Antibes              | Éliminées le 5 novembre 2022        | ,    |
| Cenzo     | Cenzo Tuihani             | 22 ans | Bordeaux             | Éliminés le 29 octobre 2022         | ,    |
| Ahcène    | Ahcène Menacer            | 20 ans | Charleville-Mézières | Éliminés le 29 octobre 2022         | ,    |
| Amisse    | Amisse Abdallah           | 20 ans | Cergy                | Éliminée le 22 octobre 2022         | ,    |

- Anisha.
- Louis.

## Corps professoral

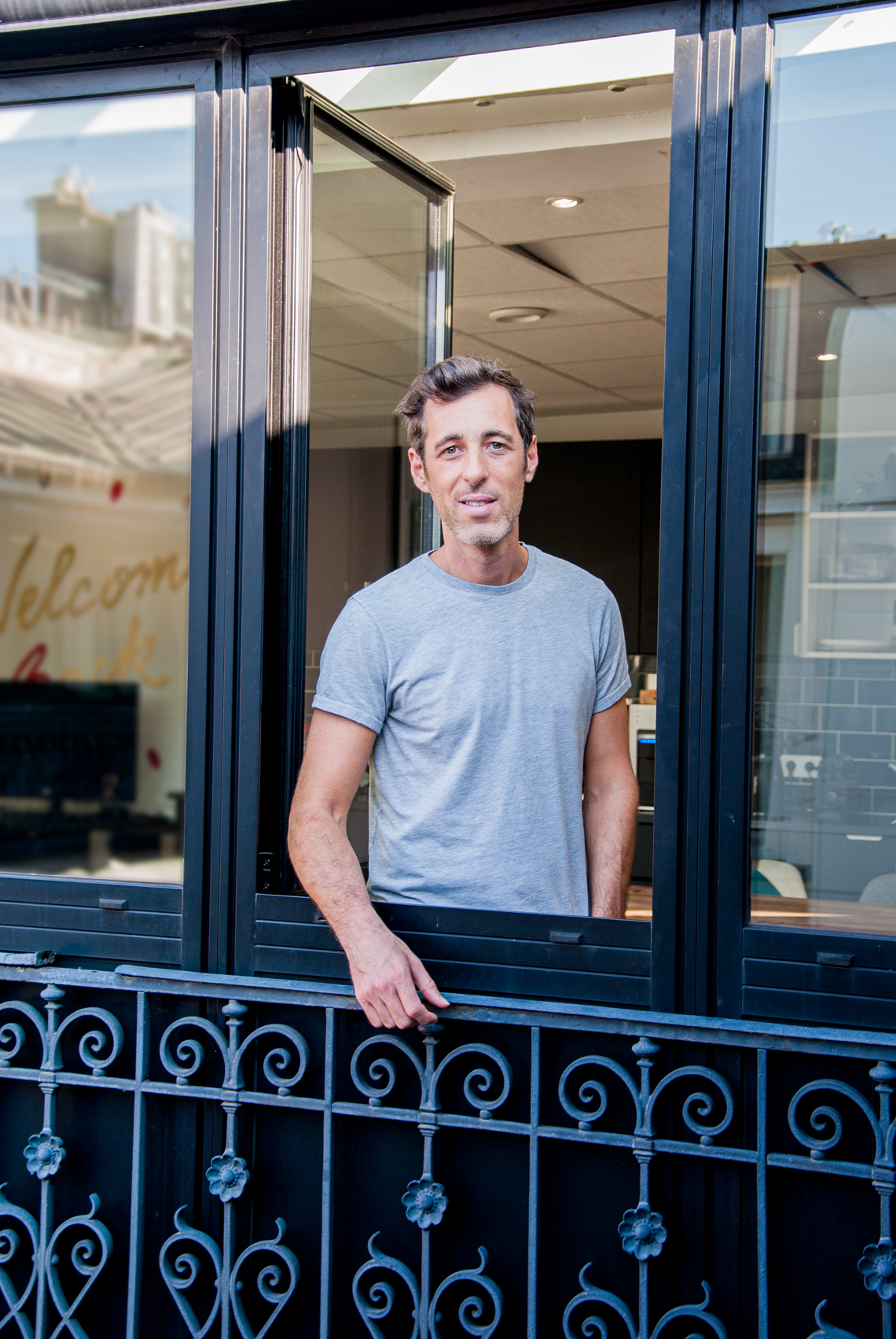
Le directeur, Michael Goldman.

Le corps professoral de cette dixième saison est complètement remanié par rapport aux éditions précédentes,. Les professeurs sont au nombre de sept et sont dirigés par Michael Goldman, fils du chanteur Jean-Jacques Goldman, entrepreneur, producteur de musique et cofondateur de la plateforme My Major Company,.
Les cours de chant sont assurés par la chanteuse lyrique et coach vocale Adeline Toniutti ; l'expression scénique par Laure Balon, comédienne, professeure de chant et de comédie musicale à l'école de Comédie Musicale de Paris ; les cours de danse par le chorégraphe Yanis Marshall, spécialiste de la danse sur talons et de street jazz, ayant intégré les troupes du Roi Soleil et des Dix Commandements et a notamment participé dans des émissions telles que Britain's Got Talent ou La Meilleure Danse ; les cours de théâtre par Pierre de Brauer, comédien et professeur d'improvisation au Cours Florent de Bruxelles et les séances de sport par le coach sportif Joël Bouraïma, surnommé « Coach Joe », ayant été l'entraîneur de la famille Kardashian, Omar Sy ou Gad Elmaleh. Enfin, les répétitions sont quant à elles assurées par la chanteuse Lucie Bernardoni, finaliste de la quatrième saison face à Grégory Lemarchal, accompagnée de la coach vocal et compositrice Marlène Schaff, révélée dans la deuxième saison de The Voice.
| Matières/statut                  | Professeurs      |
| -------------------------------- | ---------------- |
| Directeur                        | Michael Goldman  |
| Professeur de chant              | Adeline Toniutti |
| Professeur d'expression scénique | Laure Balon      |
| Professeur de danse              | Yanis Marshall   |
| Professeur de théâtre            | Pierre de Brauer |
| Professeur de sport              | Joël Bouraïma    |
| Répétitrices                     | Lucie Bernardoni |
| Répétitrices                     | Marlène Schaff   |

## Artistes invités
Liste des invités venus partager des duos avec les élèves, en direct sur les primes du samedi soir :
| Épisode | Diffusion        | Invités                                                                                         | Référence |
| ------- | ---------------- | ----------------------------------------------------------------------------------------------- | --------- |
| 1       | 15 octobre 2022  | Jenifer                                                                                         | [ 39 ]    |
| 2       | 22 octobre 2022  | Adé - Amir - Juliette Armanet - Lewis Capaldi - Julien Clerc - Naps                             | [ 40 ]    |
| 3       | 29 octobre 2022  | Gims - Tom Gregory - Hyphen Hyphen - Keen'V - Véronique Sanson - Zaz                            | [ 41 ]    |
| 4       | 5 novembre 2022  | Louise Attaque - Élodie Frégé - Garou - Camille Lellouche - Pomme - Slimane - Christophe Willem | [ 42 ]    |
| 5       | 12 novembre 2022 | Amel Bent - Feu! Chatterton - Dadju - Patrick Fiori - Kendji Girac - M. Pokora - Tayc - Zazie   | [ 43 ]    |
| 6       | 19 novembre 2022 | Claudio Capéo - Marc Lavoine - Clara Luciani - Patrick Bruel - Camélia Jordana - Vianney        | [ 44 ]    |
| 7       | 26 novembre 2022 | Lara Fabian - Christophe Maé - Nolwenn Leroy - Soprano - Michel Polnareff - Robbie Williams     | [ 45 ]    |

## Faits notables

### Impact socioculturel du retour deStar Academy
Après plusieurs années d'absence du petit écran, Star Academy, programme phare des années 2000, signe un grand succès en termes d'audiences pour son retour. Celui-ci s'explique notamment par le climat de nostalgie qui a régné lors de cette nouvelle édition, répondant à la fois à une attente du public et à un effet de mode, sur lesquels ont capitalisé la chaîne et la production.
Selon Nathalie Nadaud-Albertini pour Le Monde, sociologue des médias et spécialiste des programmes de téléréalité, la remise en ligne sur YouTube, notamment, des anciennes saisons du programme lors du confinement durant l'année 2020, puis de la diffusion d'extraits sur différents réseaux sociaux (tels que TikTok, Instagram…) ont permis selon elle « d’attiser les souvenirs des fans et de faire connaître l’émission à un plus jeune public ». Pour TF1, c'est le succès de quatre soirées spéciales pour les 20 ans de la Star Academy, en 2021, attirant à la fois les nostalgiques et les jeunes, qui fut le déclencheur.
Malgré le retour du château historique de l'émission et de l'emblématique Nikos Aliagas à la présentation, pour Nathalie Nadaud-Albertini, rien n'était gagné d'avance : « Il fallait que l’on perçoive la filiation avec les précédentes saisons, sans que le public ait une impression de déjà-vu. Les nouveaux professeurs devaient réussir à remplacer des enseignants mythiques (Armande Altaï, Kamel Ouali… ), et les académiciens, à exister à côté du souvenir d’anciens élèves, comme Jenifer, Grégory Lemarchal ou Nolwenn Leroy. »
La bienveillance des élèves entre eux lors des émissions quotidiennes et des lives est également un facteur important de ce succès. Cette orientation se traduit par l'absence de conflit ou de dispute, à l'instar d'autres téléréalités telles que Les Anges ou Les Marseillais, qui a créé une sorte de lassitude de la plupart des téléspectateurs. Les émissions quotidiennes sont axées — presque exclusivement — sur l'apprentissage et la production veille à protéger les élèves des extraits du live abondamment commentés et relayés sur les réseaux sous le hashtag #staracademylive sur Twitter,,, mais aussi sur TikTok, Instagram, etc. à l'ère de l'hyper instantanéité et de la virulence de ces écosystèmes,,,.
Dans sa volonté de rester en phase avec son temps et un public plus jeune — l'objectif étant d'attirer la jeune génération, Star Academy 2022 donne également pour la première fois, d'après Le Monde, une visibilité à la fluidité des identités de genre en permettant l'expression de parcours personnels et en enseignant de nouvelles disciplines au sein du château : cours de danse en talons par Yanis Marshall, voguing, etc..

### Saisie de l'ARCOM par certains téléspectateurs
Dans les premières semaines de l'émission, le programme est perçu comme trop complaisant et contre-productif par certains téléspectateurs,, notamment dans l'exercice pratiqué par Laure Balon, à savoir le traditionnel débrief des primes. Ce dernier est alors souvent comparé avec l'ancienne méthode de travail de l'une des figures du programme dans les années 2000, Raphaëlle Ricci, qui n'hésitait pas à se montrer sévère, voire cassante.

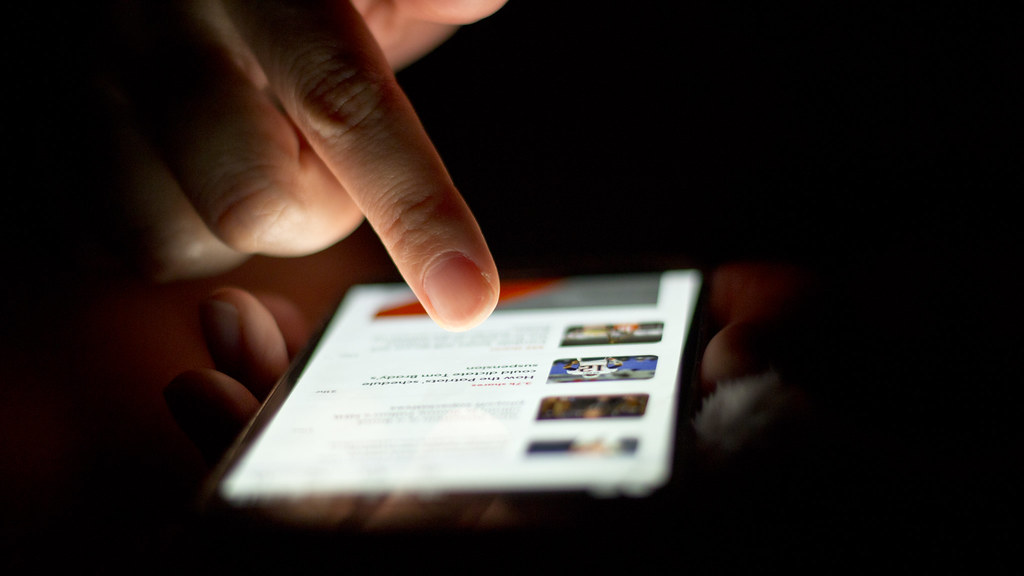
Face à des candidats qui se disent accros aux smartphones et aux réseaux sociaux, leur absence dans le concept du jeu s'invite dans le débat public,,, Il faut qu’ils en profitent à fond [...] cela doit rester une bulle, ils doivent être focus sur leur boulot et ne pas trop prendre l’avis de tout le monde sur ce qu’il se passe, dixit le producteur Mathieu Vergne.

Après deux semaines d'émission, la professeure concède à Puremédias qu'elle a été « parfois trop douce mais je crois être pédagogue, bienveillante et ferme à la fois ». Bien plus tard, Laure Balon décrit son désarroi face à des élèves particulièrement vulnérables, qui se trouvent isolés et sevrés de réseaux sociaux, au point que tout l'émotionnel aurait ainsi refait surface : « [Les élèves] ont pleuré pendant une semaine, comment peut-on rentrer dans quelqu’un qui pleure ? C’est pas possible [...] Ils se seraient braqués complètement pédagogiquement »,. En interne, la réattribution des smartphones à ces jeunes de 18 à 28 ans aurait fait l'objet d'un débat mené par la professeure au cours des huit premiers jours ; en vain.
Le dimanche 30 octobre 2022, lors du débrief au lendemain du troisième prime, plusieurs téléspectateurs du flux live de MyTF1 Max saisissent l'autorité de régulation ARCOM (ex-CSA) et la chaîne TF1, à la suite d'une séquence jugée virulente entre Laure Balon, la professeure d'expression scénique du programme et Julien, un élève sauvé pour la 2e fois consécutive par le public.
L'exercice débute pour la troisième semaine consécutive avec bienveillance et indulgence, malgré les faussetés et les oublis de paroles de certains candidats,,. Néanmoins après le visionnage de la performance de Julien sur la chanson Parce qu'on vient de loin de Corneille, cet élève exprime craindre le jugement de la professeure, en évoquant le regard désapprobateur qu'elle lui avait porté sur le plateau, ces propos ont subitement désarçonné la professionnelle « Ton problème, c'est toujours d'avoir l'attirance des autres […] Tu es tout le temps dans l'approbation […] Tu n'as pas à te mêler de comment moi je regarde les gens et tu n'as pas à être impacté par ça », le jeune homme de 20 ans exprime dans l'exercice de l'autocritique ne pas être à l'aise ni sur scène ni avec ce type de chanson; qu'il a envie de s'amuser avec le public et que « l'émotion, ça va cinq minutes »,.

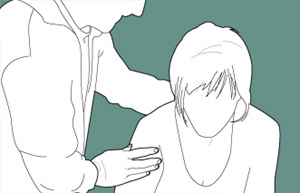
L'hypersensibilité et les crises d'angoisse deviennent un sujet lors de cette édition de Star Academy,,.

Laure Balon réplique avec des propos houleux, en ne laissant pas son élève s'exprimer, ce qui est vécu comme du harcèlement moral par certains téléspectateurs :« Tu n'es pas là pour t'amuser, tu es là pour apprendre ! », l'accusant de « draguer la caméra » pour avoir des votes pendant son passage, « même si tu as été mal avant, tu te fuis toi-même, constamment [...] Tu ne penses qu'à t'éclater et à épater ton entourage. [...] Tu as le droit de ne pas être bien, mais de dire que les émotions, ça te gonfle... [...] Tu es fainéant, tu n'essayes pas » devant des élèves mutiques,. Julien indique avoir été victime d'une crise d'angoisse avant de se produire sur la scène et, tente de lui faire comprendre que « le public [l]'aide vraiment, beaucoup », à quoi elle assène « Qu'est-ce qu’on en a à faire du public ? Si tu respectais le public, tu ne le draguerais pas en caméra [...] C'est toi qui as choisi la chanson, mais tu l’as sabotée. Tu étais à côté de la plaque », l'élève demande à sa professeure s'il aurait mieux valu qu'il s'évanouisse sur scène, ce à quoi Laure Balon répond : « Oui, au moins tu aurais fait quelque chose ! », justifie-t-elle.
Une longue séquence de passe d'armes reprise sur les réseaux sociaux, mais qui est cependant édulcorée dans la quotidienne diffusée le lundi à l'antenne. Afin d'apaiser les tensions, la production demande par la suite à Laure Balon de s'expliquer et de présenter ses excuses à Julien,. Cet échange est d'ailleurs diffusé lors de la quotidienne du mercredi suivant ; « Je suis supposée vous apprendre à gérer vos émotions et je n’ai pas su gérer les miennes », confie-t-elle dans ce mea culpa diffusé sur TF1,. Auprès de Télé-Loisirs, l'ancienne danseuse étoile évoque son éducation stricte qui « a pris un petit peu le dessus », en soulignant toutefois que le jeune homme « aussi a dérapé, il y a des choses qu'il n'a pas à dire ». Les débriefs des semaines suivantes ont continué à être assurés par Laure Balon, toutefois accompagnée du directeur Michael Goldman.
La veille de la finale, Laure Balon revient sur ce moment aux micros d'Europe 1 : « On sait qu'on a que six semaines pour les faire évoluer. Je voyais que Julien n'avançait pas, donc j'ai voulu essayer d'activer la machine. Je pense qu'il m'a un peu provoqué dans la façon dont il a dit les choses [...] qu'il avait peur de certaines choses [...] Il n'y avait rien contre lui » ; selon elle, les réseaux sociaux ont exacerbé la portée de la séquence, « Je pense que c'est une question de génération. Il y a beaucoup de choses que l'on ne peut plus dire ».
Le 14 février 2023, l'Arcom estime « que l’opinion exprimée et les termes employés par cette intervenante n’excédaient pas les limites de la liberté d’expression » et n'intervient donc pas auprès de l'éditeur.
Lors de la conférence de presse du 4 octobre 2023, TF1 annonce que Laure Balon et Yanis Marshall ne participeraient pas à la saison 11 du programme, arguant un « problème de calendrier », ce dernier a tenu à démentir les déclarations de la chaîne et a évoqué son éviction et celle de sa collègue ; Laure Balon ne s'est pas exprimée sur son départ. Cette dernière continuera à garder un bon contact avec les autres élèves de cette promotion,.

### Polémique lors du6eprime
Lors du prime de la demi-finale, une polémique a éclaté concernant le comportement du chanteur Marc Lavoine venu interpréter un de ses plus grands tubes au côté de l'élève Léa. Juste avant le début de la prestation, l'artiste a tenu à rassurer Léa, déjà stressée avant son passage sur scène, en lui donnant un baiser dans le cou. Un geste qui est vu comme gênant et déstabilisant et qui a provoqué l'ire des internautes, notamment sur Twitter.
Interrogée par la suite sur le sujet, Léa a tenu à calmer les esprits en voyant ce geste comme « bienveillant » et en déclarant à Télé-Loisirs : « Je l’ai très bien vécu parce que Marc Lavoine est bienveillant. Pendant les répétitions, il m’a énormément rassurée. Il s’est comporté comme un papa avec moi ». De son côté, Marc Lavoine n'a pas réagi à cette polémique.

### Tournée annulée, difficultés avec les labels
En mars 2023, le casting pour une nouvelle saison est ouvert, après le succès de l'émission de 2022. La production n'ayant pas été en mesure de maintenir la ferveur quelques mois après la fin du programme et d'assurer le soutien commercial des candidats, ces derniers sont discrètement informés que la tournée est annulée,,. « On avait très très très envie de [refaire une tournée] dès le retour de l'émission [en 2022]. Mais on n'avait pas assez de six semaines de diffusion pour l’organiser », indique Jean-Louis Blot, le président d’Endemol France à BFM TV.
Ainsi, six mois après la fin de l'aventure, plusieurs projets respectifs des candidats (singles, EP, albums) étaient toujours en gestation et l'album de la grande lauréate était encore en préparation, — Lumière, le premier album d'Anisha Jo, sort plus d'un an après la Star Academy avec très peu de promotion, « Quand j'ai su que j'allais faire un album, je n'avais pas encore de morceaux écrits en français donc à ce moment-là, il y a eu beaucoup de propositions de chansons, mais pour moi, c'était vraiment important d’apporter ma plume dans cet album » précise-t-elle. L'album est un échec. Sur le long terme, les finalistes font état de difficultés et de conflits avec les labels ; des candidats comme Enola ont préféré décliner les offres des maisons de disque, « J’ai vite compris que n’ayant pas de supports sur lesquels leur présenter mon univers, ils auraient signé Enola de la Star Academy et non Enola Cox ». Rapidement signée chez un premier label à sa sortie, la jeune Léa passe chez Columbia après un premier single pour cause de différends artistiques et de tensions qui semblent alors vives avec Indifférence Prod,, « Fallait vite signer avec quelqu'un, il fallait vite faire un choix, j'ai eu énormément de pression, j'ai fait mon choix [...] on se trompe tous au début [...] j'étais un peu perdue, je ne connaissais pas trop ma direction artistique [...] c'était dur, je voyais tous les autres qui savaient très bien où ils voulaient aller, le clip qu'ils voulaient, les shootings ». Louis a été le premier de sa promotion à être signé par Sony Music après la fin de l'émission, avec un premier album co-écrit et co-composé, dans lequel il a pu imposer ses conditions.
Bien que présents lors du coup d'envoi de la nouvelle saison de Star Academy en novembre 2023, les premiers projets post-Star Ac' de Léa, Louis, Enola et Anisha n'ont connu qu'un modeste écho. En décembre 2023, les élèves de cette édition devaient tous participer à un prime de la nouvelle saison pour faire la promotion de leur nouveau projet sur TF1, avant que cela ne soit annulé au dernier moment.
Le 4 février 2024 sur TF1, Karima Charni et Nikos Aliagas annoncent la participation d'Anisha Jo à la tournée Star Academy  - Tour 2024. La participation, en première partie à cette même tournée de son finaliste Louis Albi est annoncée en mars 2024.

## Audiences
Du 2 septembre au 6 novembre 2022, les audiences des chaînes du groupe TF1 sont impactées par la coupure de leur signal sur les offres de Canal+ et du service par satellite TNT Sat.

### Diffusion
Depuis sa création en 2001 (sauf en 2012), l'émission est présentée par Nikos Aliagas qui est ainsi aux commandes de cette nouvelle saison.

#### Quotidiennes etprimessur TF1
- Le lancement de Star Academy 2022 a eu lieu en direct, le samedi 15 octobre 2022 à 21 h 10.
- La quotidienne est diffusée du lundi au vendredi (en direct, de 17 h 30 à 18 h 30) et le samedi (de 17 h 20 à 18 h 5).
Rediffusion : le même soir sur TFX de 20 h à 21 h ainsi que la nuit à des horaires variables entre minuit et 4 heures.
- Le prime-time a lieu chaque samedi, en direct, de 21 h 10 à 23 h 45 environ.
- La finale a lieu en direct, le samedi 26 novembre 2022 de 22 h à 1 h 45.

#### Live- en direct de l'Academy
- Le site officiel de Star Academy, sur TF1.fr, propose de suivre les élèves au quotidien pour les abonnés au service payant MYTF1 MAX[175].

### Primes
| Épisode | Jour de diffusion       | Jour de diffusion | Audience moyenne          | Audience moyenne | Audience moyenne | Classement des audiences | Réf(s).         |
| Épisode | Jour                    | Horaire           | Nombre de téléspectateurs | Part de marché   | Part de marché   | Classement des audiences | Réf(s).         |
| Épisode | Jour                    | Horaire           | Nombre de téléspectateurs | (4 ans et plus)  | (FRDA-50)        | Classement des audiences | Réf(s).         |
| ------- | ----------------------- | ----------------- | ------------------------- | ---------------- | ---------------- | ------------------------ | --------------- |
| 1       | Samedi 15 octobre 2022  | 21:10 - 23:10     | 4 838 000                 | 24,9 %           | 49,8 %           | 2e                       | [ Audiences 1 ] |
| 1       | Samedi 15 octobre 2022  | 23:10 - 23:40     | 4 160 000                 | 32,9 %           | 54,4 %           | 1er                      | [ Audiences 1 ] |
| 2       | Samedi 22 octobre 2022  | 21:10 - 22:30     | 3 703 000                 | 18,9 %           | 38,4 %           | 2e                       | [ Audiences 2 ] |
| 2       | Samedi 22 octobre 2022  | 22:30 - 23:50     | 3 250 000                 | 23,6 %           | 41,3 %           | 1er                      | [ Audiences 2 ] |
| 3       | Samedi 29 octobre 2022  | 21:10 - 22:30     | 3 355 000                 | 17 %             | 36,3 %           | 2e                       | [ Audiences 3 ] |
| 3       | Samedi 29 octobre 2022  | 22:30 - 23:50     | 2 920 000                 | 20,8 %           | 39,6 %           | 1er                      | [ Audiences 3 ] |
| 4       | Samedi 5 novembre 2022  | 21:10 - 22:40     | 3 821 000                 | 17,6 %           | 33 %             | 3e                       | [ Audiences 4 ] |
| 4       | Samedi 5 novembre 2022  | 22:40 - 23:55     | 3 543 000                 | 26,3 %           | 40,4 %           | 1er                      | [ Audiences 4 ] |
| 5       | Samedi 12 novembre 2022 | 21:10 - 22:40     | 3 720 000                 | 17,3 %           | 34,4 %           | 3e                       | [ Audiences 5 ] |
| 5       | Samedi 12 novembre 2022 | 22:40 - 00:00     | 3 468 000                 | 26,1 %           | 42,6 %           | 1er                      | [ Audiences 5 ] |
| 6       | Samedi 19 novembre 2022 | 21:10 - 22:35     | 3 897 000                 | 20,2 %           | 40,2 %           | 2e                       | [ Audiences 6 ] |
| 6       | Samedi 19 novembre 2022 | 22:35 - 23:40     | 3 540 000                 | 25,6 %           | 44,7 %           | 1er                      | [ Audiences 6 ] |
| 7       | Samedi 26 novembre 2022 | 22:00 - 00:25     | 3 770 000                 | 25,7 %           | 44,1 %           | 1er                      | [ Audiences 7 ] |

### Retour au château
| Épisode | Jour de diffusion         | Jour de diffusion | Audience moyenne          | Audience moyenne               | Réf(s).          |
| Épisode | Jour                      | Horaire           | Nombre de téléspectateurs | Part de marché (4 ans et plus) | Réf(s).          |
| ------- | ------------------------- | ----------------- | ------------------------- | ------------------------------ | ---------------- |
| 1       | Samedi 15 octobre 2022    | 23:45 - 00:40     | 2 000 000                 | 25,6 %                         | [ Audiences 8 ]  |
| 2       | Samedi 22 octobre 2022    | 23:50 - 01:00     | 1 110 000                 | 17,5 %                         | [ Audiences 9 ]  |
| 3       | Samedi 29 octobre 2022    | 23:55 - 00:55     | 1 040 000                 | 15,6 %                         | [ Audiences 10 ] |
| 4       | Dimanche 6 novembre 2022  | 00:05 - 01:05     | 1 250 000                 | 20,1 %                         | [ Audiences 11 ] |
| 5       | Dimanche 13 novembre 2022 | 00:05 - 01:20     | 1 090 000                 | 18,6 %                         | [ Audiences 12 ] |
| 6       | Samedi 19 novembre 2022   | 23:50 - 00:50     | 1 490 000                 | 19,9 %                         | [ Audiences 13 ] |
| 7       | Samedi 26 novembre 2022   | 00:30 - 01:40     | 1 490 000                 | 28,4 %                         | [ Audiences 7 ]  |

### Quotidiennes
| Épisode | Diffusion                 | Diffusion     | Diffusion | Audience moyenne          | Audience moyenne | Audience moyenne | Réf(s).           |
| Épisode | Jour                      | Horaire       | Chaîne    | Nombre de téléspectateurs | Part de marché   | Part de marché   | Réf(s).           |
| Épisode | Jour                      | Horaire       | Chaîne    | Nombre de téléspectateurs | (4 ans et plus)  | (FRDA-50)        | Réf(s).           |
| ------- | ------------------------- | ------------- | --------- | ------------------------- | ---------------- | ---------------- | ----------------- |
| 1       | Lundi 17 octobre 2022     | 17:30 - 18:40 | TF1       | 1 710 000                 | 16,3 %           | 32 %             | [ Audiences 14 ]  |
| 1       | Lundi 17 octobre 2022     | 20:00 - 21:00 | TFX       | 142 000                   | 0,6 %            | NC               | [ Audiences 14 ]  |
| 2       | Mardi 18 octobre 2022     | 17:30 - 18:40 | TF1       | 1 550 000                 | 15,8 %           | 33,2 %           | [ Audiences 15 ]  |
| 2       | Mardi 18 octobre 2022     | 20:00 - 21:00 | TFX       | 129 000                   | 0,6 %            | NC               | [ Audiences 15 ]  |
| 3       | Mercredi 19 octobre 2022  | 17:30 - 18:40 | TF1       | 1 650 000                 | 17,8 %           | 38,6 %           | [ Audiences 16 ]  |
| 3       | Mercredi 19 octobre 2022  | 20:00 - 21:00 | TFX       | 150 000                   | 0,7 %            | NC               | [ Audiences 16 ]  |
| 4       | Jeudi 20 octobre 2022     | 17:30 - 18:40 | TF1       | 1 500 000                 | 15,8 %           | 37,2 %           | [ Audiences 17 ]  |
| 4       | Jeudi 20 octobre 2022     | 20:00 - 21:00 | TFX       | 195 000                   | 0,9 %            | NC               | [ Audiences 17 ]  |
| 5       | Vendredi 21 octobre 2022  | 17:30 - 18:40 | TF1       | 1 470 000                 | 15,1 %           | 36 %             | [ Audiences 18 ]  |
| 5       | Vendredi 21 octobre 2022  | 20:00 - 21:00 | TFX       | 144 000                   | 0,7 %            | NC               | [ Audiences 18 ]  |
| 6       | Samedi 22 octobre 2022    | 17:20 - 18:00 | TF1       | 916 000                   | 11 %             | 26,9 %           | [ Audiences 19 ]  |
| 6       | Samedi 22 octobre 2022    | 20:10 - 21:00 | TFX       | NC                        | NC               | NC               |                   |
| 7       | Lundi 24 octobre 2022     | 17:30 - 18:30 | TF1       | 1 820 000                 | 17,3 %           | 36,4 %           | [ Audiences 20 ]  |
| 7       | Lundi 24 octobre 2022     | 20:00 - 21:00 | TFX       | 194 000                   | 0,9 %            | NC               | [ Audiences 21 ]  |
| 8       | Mardi 25 octobre 2022     | 17:30 - 18:30 | TF1       | 1 610 000                 | 16,9 %           | 37,2 %           | [réf. nécessaire] |
| 8       | Mardi 25 octobre 2022     | 20:00 - 21:00 | TFX       | 200 000                   | 0,9 %            | NC               | [réf. nécessaire] |
| 9       | Mercredi 26 octobre 2022  | 17:30 - 18:30 | TF1       | 1 500 000                 | 17,2 %           | 35 %             | [réf. nécessaire] |
| 9       | Mercredi 26 octobre 2022  | 20:00 - 21:00 | TFX       | 249 000                   | 1,1 %            | NC               | [ Audiences 22 ]  |
| 10      | Jeudi 27 octobre 2022     | 17:30 - 18:30 | TF1       | 1 790 000                 | 18 %             | 39,9 %           | [réf. nécessaire] |
| 10      | Jeudi 27 octobre 2022     | 20:00 - 21:00 | TFX       | 221 000                   | 1 %              | NC               | [ Audiences 23 ]  |
| 11      | Vendredi 28 octobre 2022  | 17:30 - 18:30 | TF1       | 1 500 000                 | 15,9 %           | 35 %             | [ Audiences 24 ]  |
| 11      | Vendredi 28 octobre 2022  | 20:00 - 21:00 | TFX       | 205 000                   | 1 %              | NC               | [réf. nécessaire] |
| 12      | Samedi 29 octobre 2022    | 17:20 - 18:00 | TF1       | 1 050 000                 | 13,2 %           | NC               | [réf. nécessaire] |
| 12      | Samedi 29 octobre 2022    | 20:00 - 21:00 | TFX       | NC                        | NC               | NC               |                   |
| 13      | Lundi 31 octobre 2022     | 17:30 - 18:40 | TF1       | 1 600 000                 | 14,5 %           | 37 %             | [ Audiences 25 ]  |
| 13      | Lundi 31 octobre 2022     | 20:00 - 21:00 | TFX       | 166 000                   | 0,8 %            | NC               | [ Audiences 26 ]  |
| 14      | Mardi 1er novembre 2022   | 17:30 - 18:40 | TF1       | 2 200 000                 | 17,2 %           | 33,5 %           | [ Audiences 27 ]  |
| 14      | Mardi 1er novembre 2022   | 20:00 - 21:00 | TFX       | 157 000                   | 0,7 %            | NC               | [ Audiences 28 ]  |
| 15      | Mercredi 2 novembre 2022  | 17:30 - 18:40 | TF1       | 2 020 000                 | 19 %             | 43 %             | [ Audiences 29 ]  |
| 15      | Mercredi 2 novembre 2022  | 20:00 - 21:00 | TFX       | 202 000                   | 0,9 %            | NC               | [ Audiences 29 ]  |
| 16      | Jeudi 3 novembre 2022     | 17:30 - 18:40 | TF1       | 1 850 000                 | 16,1 %           | 39 %             | [ Audiences 30 ]  |
| 16      | Jeudi 3 novembre 2022     | 20:00 - 21:00 | TFX       | 237 000                   | 1,1 %            | NC               | [ Audiences 31 ]  |
| 17      | Vendredi 4 novembre 2022  | 17:30 - 18:40 | TF1       | 1 830 000                 | 16,6 %           | 43 %             | [ Audiences 32 ]  |
| 17      | Vendredi 4 novembre 2022  | 20:00 - 21:00 | TFX       | 181 000                   | 0,9 %            | NC               | [ Audiences 33 ]  |
| 18      | Samedi 5 novembre 2022    | 17:20 - 18:00 | TF1       | 1 160 000                 | 10,9 %           | 24,7 %           | [ Audiences 11 ]  |
| 18      | Samedi 5 novembre 2022    | 20:10 - 21:00 | TFX       | 220 000                   | 1,1 %            | NC               |                   |
| 19      | Lundi 7 novembre 2022     | 17:30 - 18:30 | TF1       | 1 790 000                 | 16,3 %           | 39 %             | [ Audiences 34 ]  |
| 19      | Lundi 7 novembre 2022     | 20:00 - 21:00 | TFX       | 243 000                   | 1,1 %            | NC               | [ Audiences 35 ]  |
| 20      | Mardi 8 novembre 2022     | 17:30 - 18:30 | TF1       | 1 830 000                 | 16,8 %           | 39,7 %           | [ Audiences 36 ]  |
| 20      | Mardi 8 novembre 2022     | 20:00 - 21:00 | TFX       | 243 000                   | 1,1 %            | NC               | [ Audiences 37 ]  |
| 21      | Mercredi 9 novembre 2022  | 17:30 - 18:30 | TF1       | 1 930 000                 | 17,9 %           | 39 %             | [ Audiences 38 ]  |
| 21      | Mercredi 9 novembre 2022  | 20:00 - 21:00 | TFX       | 171 000                   | 0,7 %            | NC               | [ Audiences 39 ]  |
| 22      | Jeudi 10 novembre 2022    | 17:30 - 18:30 | TF1       | 1 700 000                 | 15,9 %           | 35 %             | [ Audiences 40 ]  |
| 22      | Jeudi 10 novembre 2022    | 20:00 - 21:00 | TFX       | 264 000                   | 1,2 %            | NC               | [ Audiences 41 ]  |
| 23      | Vendredi 11 novembre 2022 | 17:30 - 18:30 | TF1       | 2 000 000                 | 15,6 %           | 35 %             | [réf. nécessaire] |
| 23      | Vendredi 11 novembre 2022 | 20:00 - 21:00 | TFX       | 166 000                   | 0,8 %            | NC               | [ Audiences 42 ]  |
| 24      | Samedi 12 novembre 2022   | 17:20 - 18:00 | TF1       | 1 290 000                 | 12,4 %           | NC               | [ Audiences 43 ]  |
| 24      | Samedi 12 novembre 2022   | 20:00 - 21:00 | TFX       | NC                        | NC               | NC               |                   |
| 25      | Lundi 14 novembre 2022    | 17:30 - 18:30 | TF1       | 2 130 000                 | 17,6 %           | 35 %             | [ Audiences 44 ]  |
| 25      | Lundi 14 novembre 2022    | 20:00 - 21:00 | TFX       | 166 000                   | 0,8 %            | NC               | [ Audiences 45 ]  |
| 26      | Mardi 15 novembre 2022    | 17:30 - 18:30 | TF1       | 1 710 000                 | 15,2 %           | 35 %             | [ Audiences 46 ]  |
| 26      | Mardi 15 novembre 2022    | 20:00 - 21:00 | TFX       | 220 000                   | 1,0 %            | NC               | [ Audiences 47 ]  |
| 27      | Mercredi 16 novembre 2022 | 17:30 - 18:30 | TF1       | 1 800 000                 | 16 %             | 37 %             | [ Audiences 48 ]  |
| 28      | Jeudi 17 novembre 2022    | 17:30 - 18:30 | TF1       | 1 900 000                 | 19,2 %           | 38 %             | [ Audiences 49 ]  |
| 28      | Jeudi 17 novembre 2022    | 20:00 - 21:00 | TFX       | 136 000                   | 0,6 %            | NC               | [ Audiences 50 ]  |
| 29      | Vendredi 18 novembre 2022 | 17:30 - 18:30 | TF1       | 1 750 000                 | 16,1 %           | 34 %             | [ Audiences 51 ]  |
| 30      | Samedi 19 novembre 2022   | 17:20 - 18:00 | TF1       | 1 260 000                 | 11,7 %           | 22,8 %           | [ Audiences 13 ]  |
| 30      | Samedi 19 novembre 2022   | 20:00 - 21:00 | TFX       | NC                        | NC               | NC               | NC                |
| 31      | Lundi 21 novembre 2022    | 17:30 - 18:30 | TF1       | 1 930 000                 | 16,2 %           | 39 %             | [ Audiences 52 ]  |
| 31      | Lundi 21 novembre 2022    | 20:00 - 21:00 | TFX       | 226 000                   | 1,0 %            | NC               | [ Audiences 53 ]  |
| 32      | Mardi 22 novembre 2022    | 17:30 - 18:30 | TF1       | 1 600 000                 | 13,8 %           | 35 %             | [ Audiences 54 ]  |
| 32      | Mardi 22 novembre 2022    | 20:00 - 21:00 | TFX       | 117 000                   | 0,4 %            | NC               | [ Audiences 55 ]  |
| 33      | Mercredi 23 novembre 2022 | 17:30 - 18:30 | TF1       | 1 800 000                 | 15,1 %           | 35 %             | [ Audiences 56 ]  |
| 33      | Mercredi 23 novembre 2022 | 20:00 - 21:00 | TFX       | 240 000                   | 1,0 %            | NC               | [ Audiences 57 ]  |
| 34      | Jeudi 24 novembre 2022    | 17:30 - 18:30 | TF1       | 1 650 000                 | 14,3 %           | 33 %             | [ Audiences 58 ]  |
| 34      | Jeudi 24 novembre 2022    | 20:00 - 21:00 | TFX       | 241 000                   | 1,1 %            | NC               | [ Audiences 59 ]  |
| 35      | Vendredi 25 novembre 2022 | 17:30 - 19:10 | TF1       | 1 950 000                 | 15,4 %           | 30,2 %           | [ Audiences 60 ]  |
| 35      | Vendredi 25 novembre 2022 | 20:00 - 21:20 | TFX       | NC                        | NC               | NC               | NC                |